# Подвиги Геракла (збірка)
«Подвиги Геракла» (англ. The labours of Hercules) — збірка новел англійської письменниці Агати Крісті, написана в 1947 році, присвячена 12 розслідуванням Еркюля Пуаро, які чимось трохи нагадують 12 подвигів Геракла. Ідея розглядати свої розслідування з такої «античної» точки зору виникла в Пуаро у зв'язку з тим, що його ім'я Еркюль є французьким відповідником імені Геркулес або Геракл. Виходячи із прологу твору, «Подвиги Геракла» повинні були стати заключними справами Пуаро, однак згодом Агата Крісті написала ще ряд інших оповідань і романів з його участю.

## Новели
До збірки входять пролог і 12 творів:
1. «Немейський лев».
2. «Лернейська гідра».
3. «Керинейська лань».
4. «Ериманфський вепр».
5. «Авгієві стайні».
6. «Критський бик».
7. «Коні Діомеда».
8. «Пояс Іпполіти».
9. «Череда Геріона».
10. «Стимфалійські птахи».
11. «Приборкування Цербера».
12. «Яблука Гесперид».